# Club de race canine

La société centrale canine regroupe la plupart des clubs de races canines français

Un club de race canine est un regroupement de passionnés et d'éleveurs de chiens ayant choisi de définir le standard d'une race canine et d'en faire la promotion. Le respect de ce standard et de la généalogie de l'animal permet de commercialiser les portées en utilisant officiellement le nom de la race ainsi établie. Les clubs sont généralement fédérés à différents niveaux en associations plus larges comme la société centrale canine au niveau national ou la fédération cynologique internationale au niveau international mais également au sein de l'American Kennel Club, l'United Kennel Club, etc. dans les pays où la FCI n'est pas représentée.